# Jarosław Niezgoda
Jarosław Niezgoda (ur. 15 marca 1995 w Poniatowej) – polski piłkarz występujący na pozycji napastnika. Wychowanek Wisły Puławy.

## Kariera klubowa
Jarosław Niezgoda pierwsze piłkarskie szlify zdobył w lubelskim klubie Opolanin Opole Lubelskie w latach 2006–2008. Jego drugim klubem juniorskim była drugoligowa Wisła Puławy, do której przeszedł w 2008 roku. Napastnik zadebiutował w pierwszym zespole w 2012 roku, wchodząc z ławki w meczu przeciwko Pelikanowi Łowicz w 67. minucie.
Regularne występy i spory dorobek bramkowy młodego zawodnika, zwróciły uwagę działaczy Legii Warszawa, którzy w 2016 roku zdecydowali się pozyskać zawodnika. Do czasu swojego debiutu, Niezgoda występował w trzecioligowych rezerwach, gdzie udało mu się zdobyć 11 goli w 14 meczach. Napastnik debiut w pierwszej drużynie Legii (który był jednocześnie debiutem w Ekstraklasie) zaliczył w przegranym meczu z Arką Gdynia.
W trakcie sezonu 2016/2017 zawodnik został wypożyczony do zespołu Ruchu Chorzów, gdzie występował w koszulce z numerem 11. Niezgoda pierwszy mecz dla chorzowskiej drużyny rozegrał w ramach 11. kolejki Ekstraklasy przeciwko Zagłębiu Lubin. Podczas spotkania wpisał się na listę strzelców.
Pierwszą bramkę dla Legii Warszawa strzelił 20 sierpnia 2017 w wygranym meczu 1:0 z Wisłą Płock w 6. kolejce ekstraklasy. 1 września 2019 w wygranym 3:1 meczu z Rakowem Częstochowa strzelił trzy bramki dla warszawskiego zespołu.

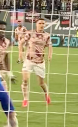
Niezgoda w barwach Portland Timbers (2023)

30 stycznia 2020 został sprzedany do Portland Timbers występującego w Major League Soccer, z którym związał się kontraktem do grudnia 2023. W amerykańskim klubie zadebiutował w MLS 14 lipca w meczu z Los Angeles Galaxy (2:1), wchodząc z ławki rezerwowych w 80. minucie. Pierwszą bramkę strzelił 10 dni później, trafiając w spotkaniu z Los Angeles FC. 12 października w wygranym 3:0 meczu przeciwko San Jose Earthquakes, Niezgoda zanotował pierwszy dublet w nowym klubie. 31 paździerrnika 2023 Portland poinformowało, że nie przedłuży wygasającego kontraktu z Niezgodą.

## Kariera reprezentacyjna
Jarosław Niezgoda pierwsze powołanie otrzymał od selekcjonera reprezentacji Polski U-21 Marcina Dorny na zgrupowanie na mecz z Niemcami (rozegrany 15 listopada 2016). Na swój debiut piłkarz musiał jednak zaczekać do roku 2017. Otrzymał wtedy powołanie na mecze towarzyskie z Włochami U-21 i Czechami U-21.
Oficjalny debiut Jarosław Niezgoda zaliczył 23 marca 2017. W meczu przeciwko Włochom zmienił Patryka Lipskiego na 9 minut przed końcem spotkania. Pierwszą bramkę w reprezentacji młodzieżowej zaliczył już podczas kolejnego spotkania – tym razem przeciwko reprezentacji Czech.

## Statystyki kariery klubowej
(aktualne na 21 sierpnia 2023)
| Klub                | Sezon              | Liga                | Liga  | Liga   | Puchar | Puchar | Europa | Europa | Inne  | Inne   | Suma  | Suma   |
| Klub                | Sezon              | Liga                | Mecze | Bramki | Mecze  | Bramki | Mecze  | Bramki | Mecze | Bramki | Mecze | Bramki |
| ------------------- | ------------------ | ------------------- | ----- | ------ | ------ | ------ | ------ | ------ | ----- | ------ | ----- | ------ |
| Wisła Puławy        | 2012/2013          | II liga             | 2     | 0      | 0      | 0      | –      | –      | –     | –      | 2     | 0      |
| Wisła Puławy        | 2013/2014          | II liga             | 16    | 3      | 0      | 0      | –      | –      | –     | –      | 16    | 3      |
| Wisła Puławy        | 2014/2015          | II liga             | 28    | 12     | 1      | 0      | –      | –      | –     | –      | 29    | 12     |
| Wisła Puławy        | 2015/2016          | II liga             | 18    | 9      | 2      | 0      | –      | –      | –     | –      | 20    | 9      |
| Wisła Puławy        | Ogólnie            | Ogólnie             | 64    | 24     | 3      | 0      | 0      | 0      | 0     | 0      | 67    | 24     |
| Legia Warszawa      | 2015/2016          | Ekstraklasa         | 0     | 0      | 0      | 0      | 0      | 0      | 0     | 0      | 0     | 0      |
| Legia Warszawa      | 2016/2017          | Ekstraklasa         | 1     | 0      | 0      | 0      | 0      | 0      | 0     | 0      | 1     | 0      |
| Legia Warszawa      | 2017/2018          | Ekstraklasa         | 27    | 13     | 5      | 2      | 0      | 0      | 1     | 0      | 33    | 15     |
| Legia Warszawa      | 2018/2019          | Ekstraklasa         | 5     | 0      | 0      | 0      | 0      | 0      | 0     | 0      | 5     | 0      |
| Legia Warszawa      | 2019/2020          | Ekstraklasa         | 18    | 14     | 1      | 0      | 2      | 0      | –     | –      | 21    | 14     |
| Legia Warszawa      | Ogólnie            | Ogólnie             | 51    | 27     | 6      | 0      | 2      | 0      | 1     | 0      | 60    | 29     |
| Ruch Chorzów (wyp.) | 2016/2017          | Ekstraklasa         | 27    | 10     | 1      | 0      | –      | –      | –     | –      | 28    | 10     |
| Ruch Chorzów (wyp.) | Ogólnie            | Ogólnie             | 27    | 10     | 1      | 0      | 0      | 0      | 0     | 0      | 28    | 10     |
| Portland Timbers    | 2020               | Major League Soccer | 14    | 6      | –      | –      | –      | –      | 7     | 2      | 21    | 8      |
| Portland Timbers    | 2021               | Major League Soccer | 17    | 3      | –      | –      | 0      | 0      | –     | –      | 17    | 3      |
| Portland Timbers    | 2022               | Major League Soccer | 30    | 9      | 1      | 0      | –      | –      | –     | –      | 31    | 9      |
| Portland Timbers    | 2023               | Major League Soccer | 20    | 1      | 2      | 2      | –      | –      | 3     | 0      | 25    | 3      |
| Portland Timbers    | Ogólnie            | Ogólnie             | 81    | 19     | 3      | 2      | 0      | 0      | 10    | 2      | 94    | 23     |
| Ogólnie w karierze  | Ogólnie w karierze | Ogólnie w karierze  | 223   | 80     | 13     | 4      | 2      | 0      | 11    | 2      | 249   | 86     |

## Sukcesy

### Legia Warszawa
- Mistrzostwo Polski: 2016/2017, 2017/2018, 2019/2020
- Puchar Polski: 2017/2018

### Indywidualne
- Odkrycie sezonu Ekstraklasy: 2016/2017[15]